# Srednji Lipovec
Srednji Lipovec je naselje v Občini Žužemberk.